# Wassersportversicherung
Eine Wassersportversicherung bietet einen Versicherungsschutz für wassersportbedingte Schäden, die mit einem Boot, einer Yacht oder sonstigen Wassersportfahrzeugen verursacht werden. Grundsätzlich gehören zu einer Wassersportversicherung eine Bootshaftpflicht- und/oder eine Bootskaskoversicherung und/oder eine Skipperhaftpflichtversicherung, die auf die individuellen Bedürfnisse des Versicherten abzustimmen sind.

## Die Wassersporthaftpflicht
Eine Wassersporthaftpflicht deckt Sach-, Vermögens- und Personenschäden, die durch das Führen von Wassersportfahrzeugen (z. B. Boote oder Yachten) und das Führen von Wassersportgeräten (z. B. Jetskis) verursacht werden. Eine Wassersporthaftpflicht deckt neben o. g. Schäden auch Schadensansprüche, die infolge von Unfällen zur Verunreinigung eines Gewässers führen.
Eine Wassersporthaftpflicht deckt, im Gegensatz zu einer privaten Haftpflichtversicherung, auch die Schäden gegenüber Dritten, die in Verbindung mit dem Gebrauch oder Besitz des eigenen Wassersportfahrzeuges oder Wassersportgeräts entstehen.
In der Regel ist der Versicherungsschutz nicht auf den Halter beschränkt, sondern bezieht sich auch auf diejenigen, die zur Bedienung des Wassersportfahrzeuges oder Wassersportgeräts berechtigt oder verantwortlich sind.
In der Regel weisen Wassersportversicherungen Deckungssummen von mehreren Millionen Euro auf, so dass bei Personen-, Sach- und Umweltschäden ausreichende Leistungen garantiert sind. In einigen Ländern sind wie zum Beispiel in den Niederlanden, der Schweiz sowie in Spanien und Italien ist eine derartige Versicherung Pflicht, wobei die Mindestdeckungssummen variieren. Beim Befahren dieser Länder muss man im Besitz eines Versicherungsnachweises sein und diesen an Bord mitführen.
Im Gebiet der Europäischen Union ereignen sich jährlich ca. 50.000 Unfälle im Wassersportbereich.

## Die Wassersportkaskoversicherung
Neben der Haftpflichtversicherung gehört die Kaskoversicherung zu einer Wassersportversicherung. Eine Wassersportkaskoversicherung schützt vor Beschädigungen des Eigentums, die durch Eigen- oder Fremdverschulden, d. h. durch Dritte, entstanden sind und deckt daneben durch höhere Gewalt (z. B. Blitzschlag, Explosionen) oder Diebstahl am Wassersportfahrzeug sowie an dessen Zubehör entstandene Schäden ab. Auch Schäden, die dem Wassersportler selbst entstehen (z. B. durch einen Unfall) übernommen. Die Versicherungspolicen variieren: Entweder ist nur das Wasserfahrzeug selbst oder das Wasserfahrzeug sowie dessen Beiboote versichert. Nur teilweise werden Risiken der Werft- und Winterlagerung übernommen.

## Die Skipperhaftpflichtversicherung
Eine Wassersporthaftpflichtversicherung haftet für den Inhaber des Wasserfahrzeugs oder des Wassersportgeräts sowie für Skipper und Crew. Skipper, die auf einem gecharterten Boot tätig werden, sind in der Regel nicht geschützt. In derartigen Fällen ist eine private Skipperhaftschutzversicherung sinnvoll, denn Personen, die mit einem gecharterten Boot andere Personen befördern, übernehmen das Risiko sowohl für die Personen als auch für das gecharterte Boot selbst und sind entsprechend in vollem Umfang haftbar. Eine Skipperhaftpflichtversicherung deckt Personen-, Sach- und Vermögensschäden in Millionenhöhe und reguliert Schäden, die innerhalb der Besatzung auftreten, denn die Crew gilt im Allgemeinen als Gefahrengemeinschaft.